# 菜膽雞

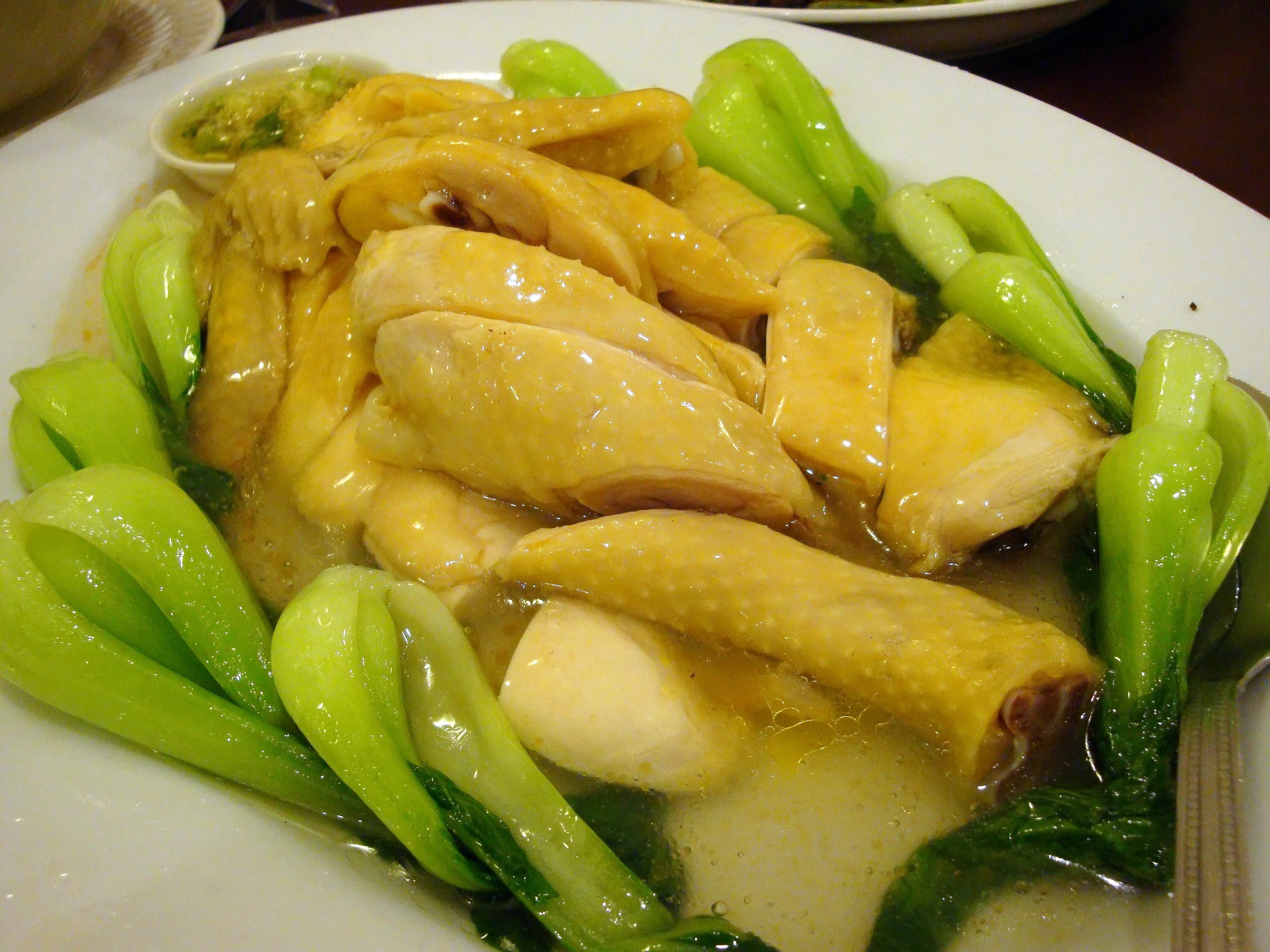
菜膽雞

菜膽雞為中國廣東、香港和澳門地區常見的小菜。

## 作法
雲英雞（即未生蛋的母雞）和金華火腿蒸熟後，用原湯以中火浸熟芥菜膽，芥菜摘去較粗硬的外梗，切菜頭菜尾，將爽脆的中梗連菜葉與嫩菜膽，用原雞湯以中火浸熟芥菜膽，再逐件排放在雲英雞和金華火腿之間，雞湯加蠔油、老抽、糖和金華火腿汁澆在雞件上便成。